# Podravska Moslavina
Podravska Moslavina est une municipalité située dans le comitat d'Osijek-Baranja, en Croatie. Au recensement de 2001, la municipalité comptait 1 451 habitants, dont 95,93 % de Croates.
Le siège de la municipalité est le village de Moslavina Podravska.

## Localités
La municipalité de Podravska Moslavina compte 5 localités :
- Gezinci
- Krčenik
- Martinci Miholjački
- Podravska Moslavina
- Orešnjak